# 北守谷遊歩道

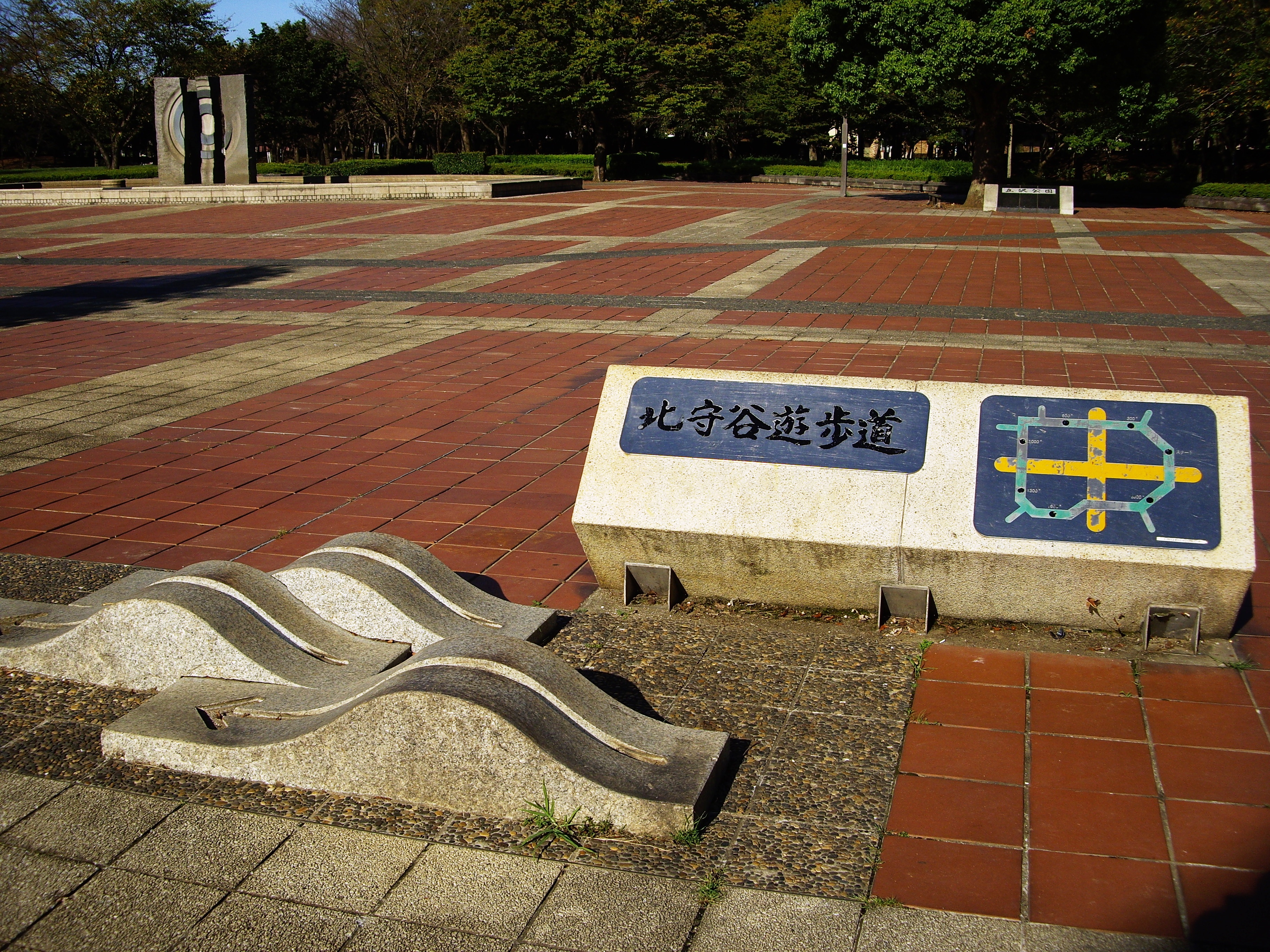
立沢公園前（始点）

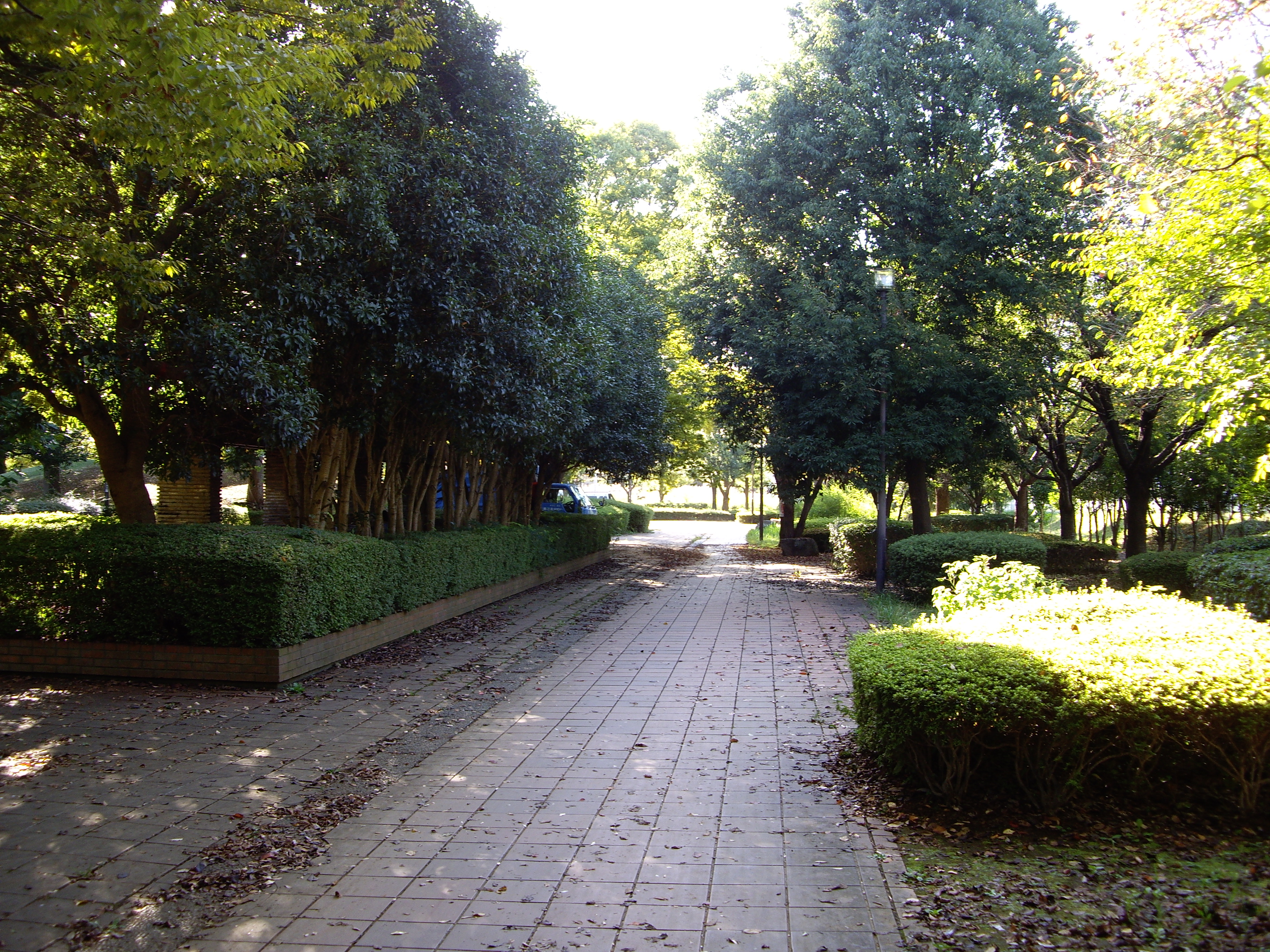
大山公園前

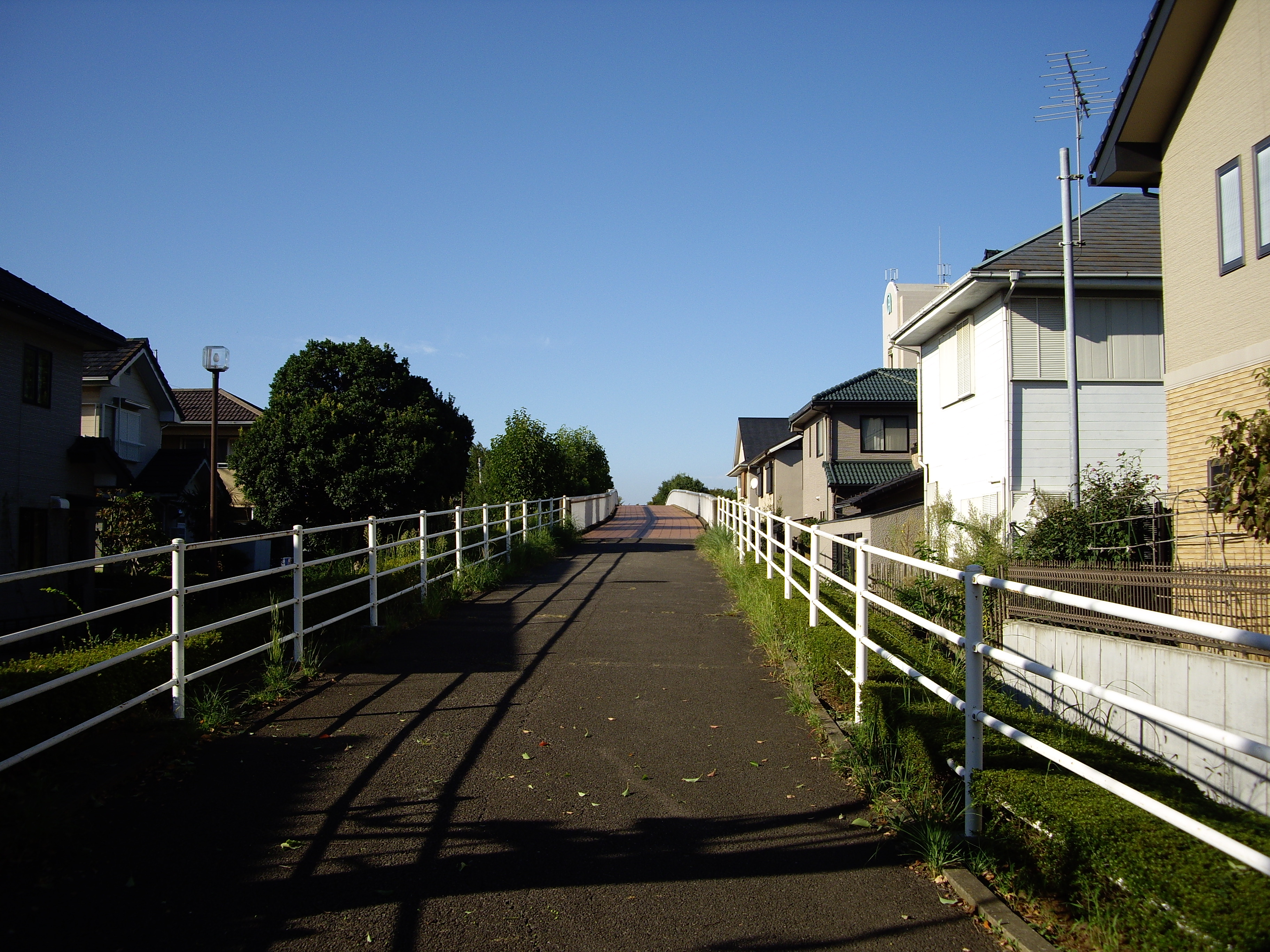
深田歩道橋前

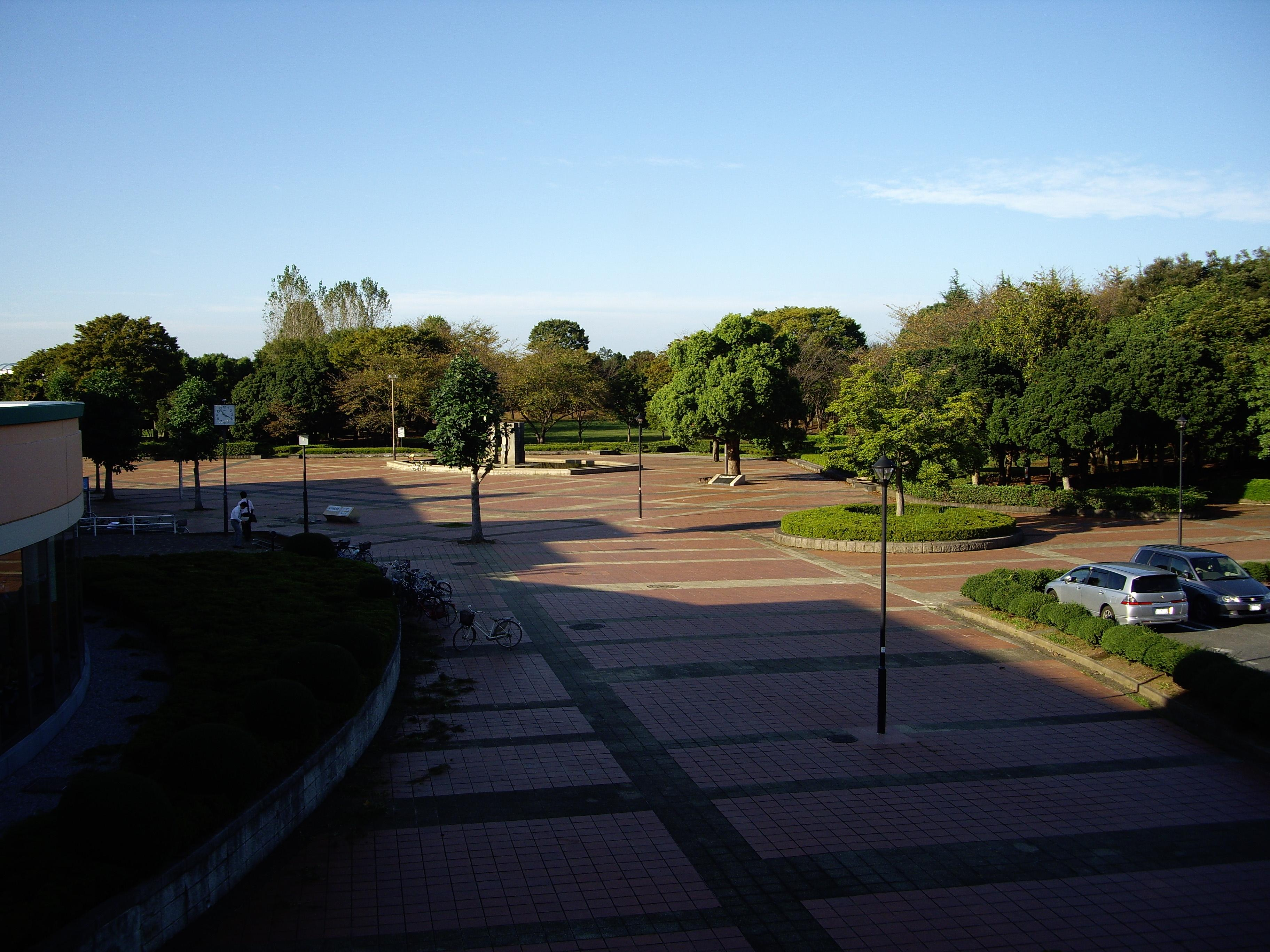
立沢公園、サンテラス守谷、文化会館前

北守谷遊歩道（きたもりやゆうほどう）は、常総ニュータウン北守谷の四地区（御所ケ丘、久保ケ丘、松前台、薬師台）を円を描くように結ぶ全長2,470mの遊歩道（歩行者・自転車専用道路）である。幹線道路とは立体交差するのが特徴である。

## 概要
常総ニュータウン北守谷を円を描くように通る遊歩道で、歩行者と自転車のみ通行することができる。また、各地区を円を描くように結ぶように作られているが、各地区の住宅街方面へ分岐する道もある。交通量の多い常総ふれあい道路、新守谷駅前の通りとは三つの橋（山王歩道橋、素住台歩道橋、深田歩道橋）で立体交差を行ったり、遊歩道沿いに小学校を設けるなど、歩車分離の工夫がされている。また、自転車と歩行者もそれぞれ分離されている。沿道には起点である立沢公園、 大山公園（分岐部）、板戸井公園などの公園があるほか、守谷市立松前台小学校、守谷市立大井沢小学校（分岐部）、守谷市市民交流プラザ、総合守谷第一病院などがある。

### 路線データ
- 距離：2.47km
- 起点：茨城県守谷市久保ケ丘・立沢公園
- 終点：同上

## 沿革
- 1983年（昭和58年）8月10日 - 市の広報にて名称募集告知。期間は同年8月31日まで。
- 1984年（昭和59年）4月22日 - 北守谷遊歩道供用開始。

## 沿道の施設
円周部
- 守谷市文化会館
- 守谷久保ケ丘郵便局
- サンテラス守谷
- 立沢公園
- 大山公園
- 守谷市立松前台小学校
- 総合守谷第一病院
- 守谷市市民交流プラザ
- 守谷市立御所ケ丘小学校

分岐部
- 板戸井公園
- 守谷市立大井沢小学校
- 守谷市立御所ケ丘中学校